# Rue d'Astorg
Rue d'Astorg är en gata i Quartier de la Madeleine i Paris åttonde arrondissement. Gatan är uppkallad efter Louis d'Astorg d'Aubarède (1714–1782), generallöjtnant i Ludvig XV:s armé. Rue d'Astorg börjar vid Rue de la Ville-l'Évêque 24 och slutar vid Rue La Boétie 3 och Place Saint-Augustin 1.

## Omgivningar
- Église de la Madeleine
- Saint-Augustin
- Place des Saussaies

## Bilder
| - Gatuskylt. - Hôtel de Bailleul vid Rue d'Astorg 12. - Place des Saussaies. |

## Kommunikationer
- Tunnelbana – linje  – Saint-Augustin
- Busshållplats Saint-Augustin – Paris bussnät, linjerna 84 93

### Webbkällor
- ”Rue d'Astorg”. Mairie de Paris. https://web.archive.org/web/20160303180043/http://www.v2asp.paris.fr/commun/v2asp/v2/nomenclature_voies/Voieactu/0474.nom.htm. Läst 2 september 2022.
- ”Rue d'Astorg (8ème arrondissement)”. Les rues de Paris. https://web.archive.org/web/20171024080207/http://www.parisrues.com/rues08/paris-08-rue-d-astorg.html. Läst 2 september 2022.